# 말로왕
말로왕(末露王, 42년 ~ 160년 재위: 42년 ~ 145년)은 소가야의 초대 국왕이다.

## 개요
금관국의 초대 왕인 수로왕과 함께 구지봉에서 나온 6동자 중 제일 막내라고 기록되어 있다. 고성에서 고자국을 세우고 고성 김씨의 시조가 되었다.
말로왕이 도읍지인 고성에 돌성을 쌓았는데, 처음 구조는 둘레가 3,524척, 높이가 약 15척이었다고 하며, 성에는 세 개의 출입문이 있고 위치에 따라 동문, 서문, 남문이라 불렀고 그 위치에 따라 비롯한 마을 이름은 동내, 서내, 남내라고 불렀다고 한다.
말로왕은 우산국(于山國)의 공주를 왕비로 맞이한다. 103년을 재위하다 대아(大阿) 태자에게 왕위를 물려주고 15년 뒤에 118세 나이로 붕어하였다.
고성 김씨 족보에 따르면 왕릉은 경상남도 고성군 회화면 금봉산에 있다고 한다.

## 같이 보기
- 소가야의 역대 국왕